# Golden-Pass-Line

Logo der Golden-Pass-Line

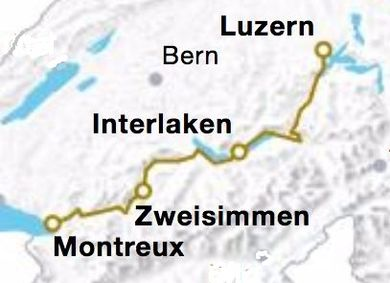
Strecke der Golden-Pass-Line

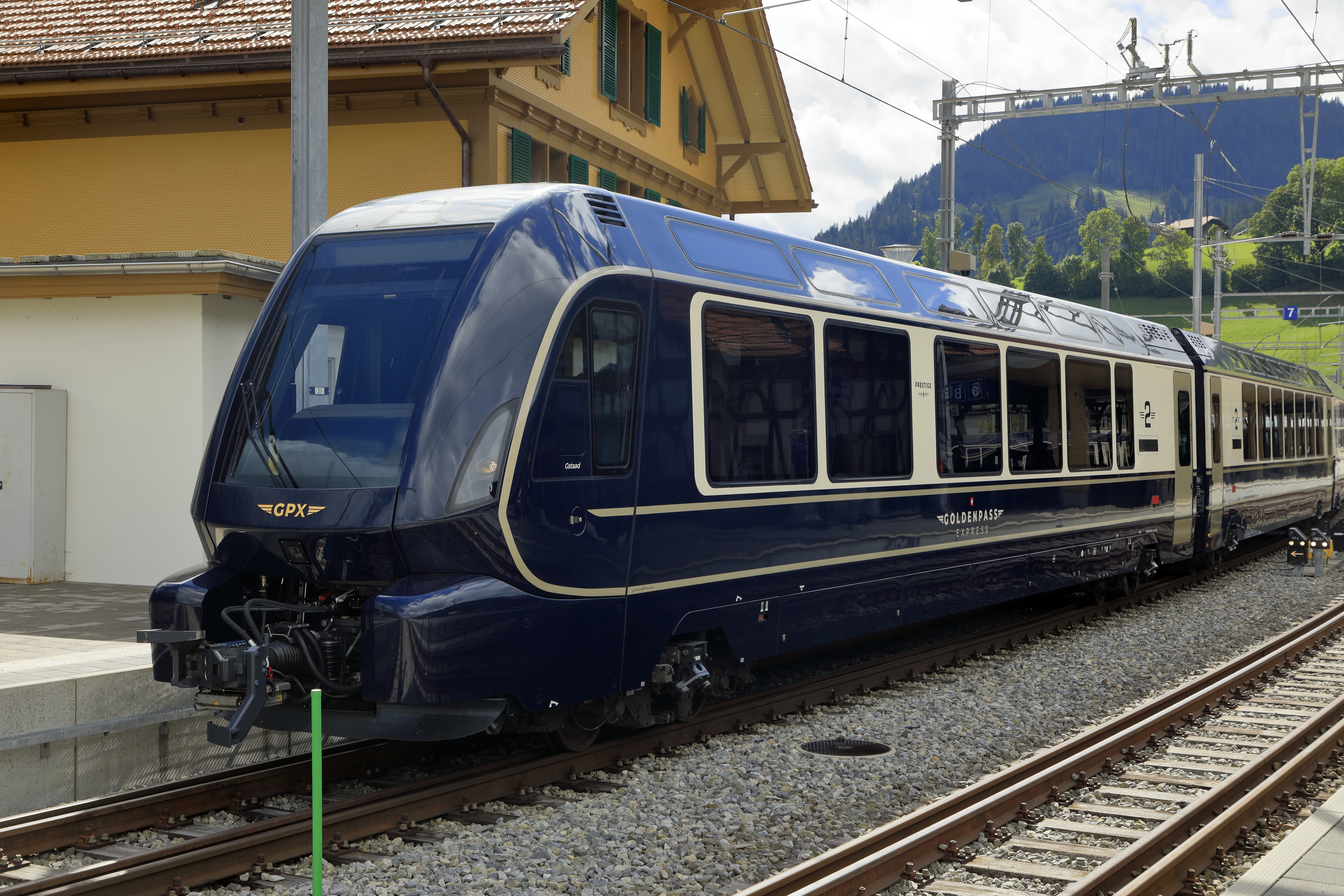
Spurwechselfähiger Golden-Pass-Express in Zweisimmen, 2023

Als Golden-Pass-Line (Schreibweise der Betreiberinnen: GoldenPassLine), verkürzt auch Golden-Pass genannt, wird eine von den Schweizer Bahngesellschaften Montreux-Berner Oberland-Bahn (MOB), BLS und Zentralbahn gemeinsam vermarktete Zugverbindung zwischen Montreux und Luzern bezeichnet. Diese führt vom Genfersee über die meterspurige Bahnstrecke Montreux–Lenk im Simmental bis Zweisimmen und anschliessend über die normalspurige Simmentalbahn und die ebenfalls normalspurige Thunerseebahn nach Interlaken Ost und von dort über die wiederum meterspurige Brünigbahn nach Luzern. Die gesamte Verbindung ist 189 Kilometer lang, davon sind 53 Kilometer normalspurig.
Seit Dezember 2022 betreiben die MOB und die BLS zwischen Montreux und Interlaken gemeinsam den Golden-Pass-Express (GPX), der in Zweisimmen umgespurt wird. Zusammen dem Luzern-Interlaken-Express der Zentralbahn beträgt die Fahrtdauer Montreux–Luzern inklusive Lokwechsel und Umspuren in Zweisimmen sowie der Umsteigezeit in Interlaken Ost gut fünf Stunden.

## Gemeinsamer Markenauftritt

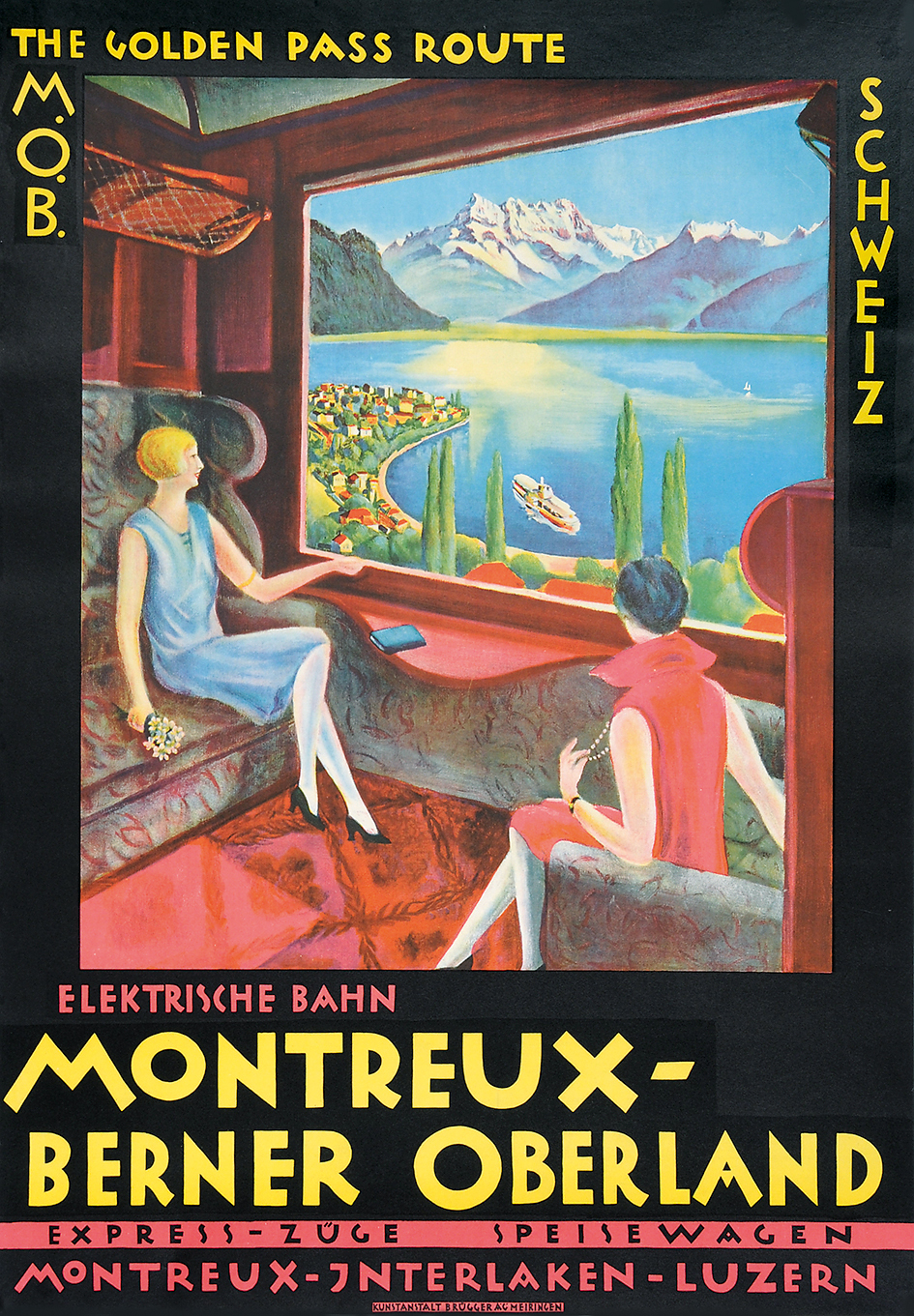
Plakat „The Golden Pass Route M.O.B.“, 1922

Im gesamtschweizerischen Fahrplan bestanden schon immer gute Umsteigeverbindungen zwischen den drei Strecken. In den Jahren 2001/2002 wurde entschieden, diese Tatsache mit einem gemeinsamen Markenauftritt unter dem Namen GoldenPassLine besonders zu betonen. In der Folge wurden entsprechend die auf dieser Verbindung eingesetzten Wagen der MOB, der BLS und der Brünigbahn (SBB) mit dem neuen Farbschema weiss/gold/schwarz versehen. Im Verlauf des Jahres 2013 endete dieser durch Farbgebung betonte formale Auftritt.

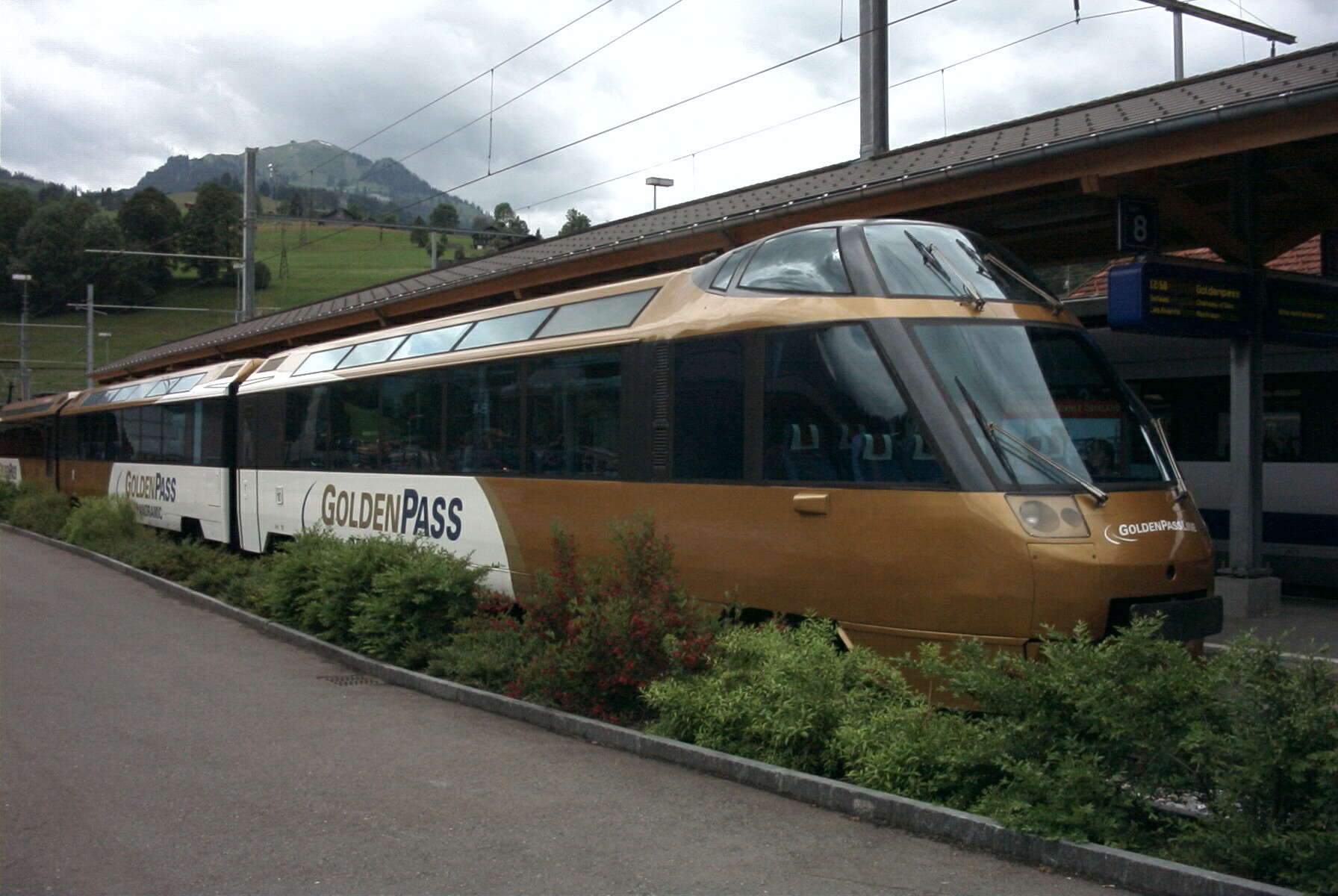
Crystal-Panoramic-Express der MOB im Bahnhof Zweisimmen, 2004
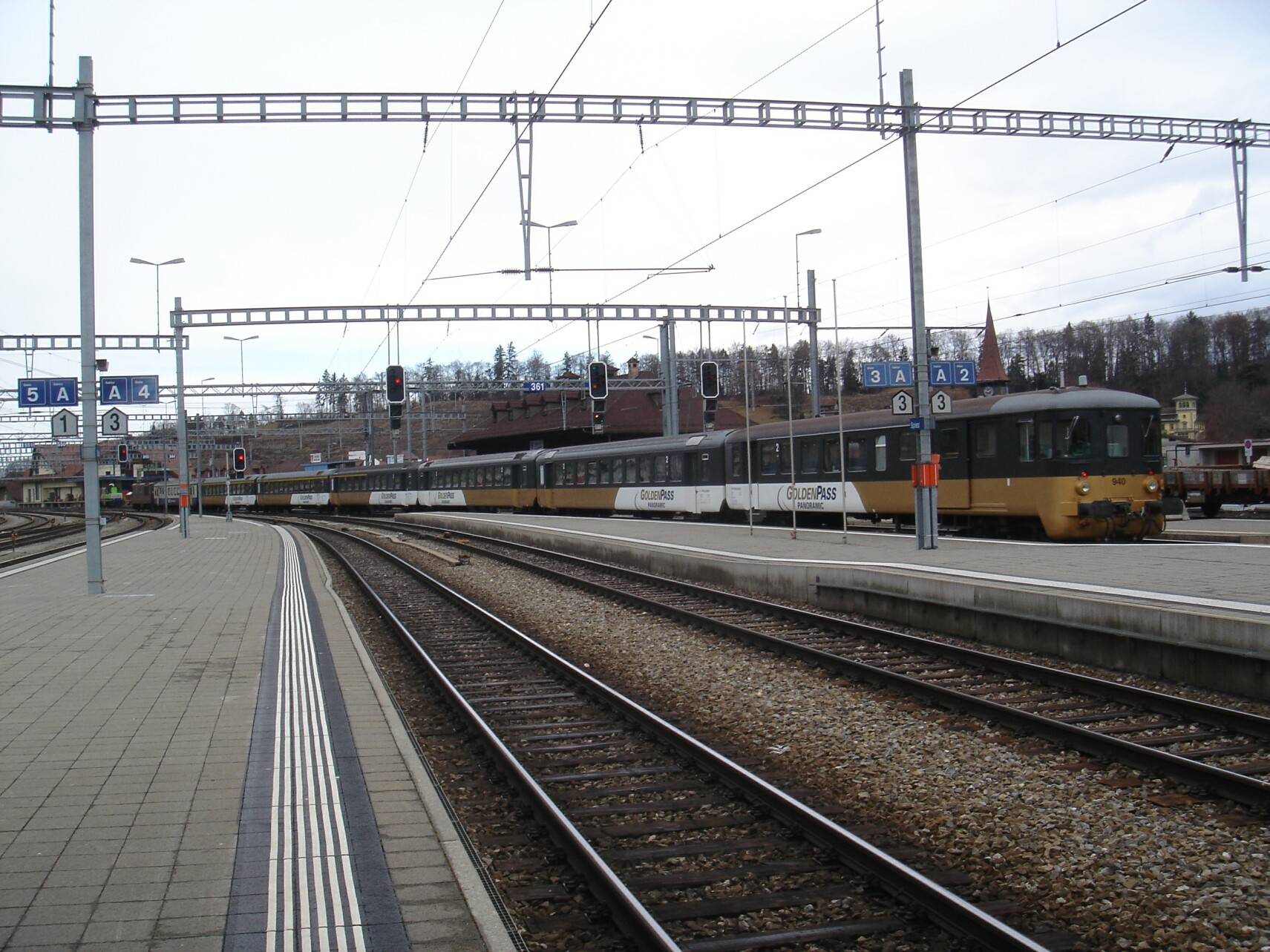
Golden-Pass-Line-Komposition der BLS im Bahnhof Spiez, 2006
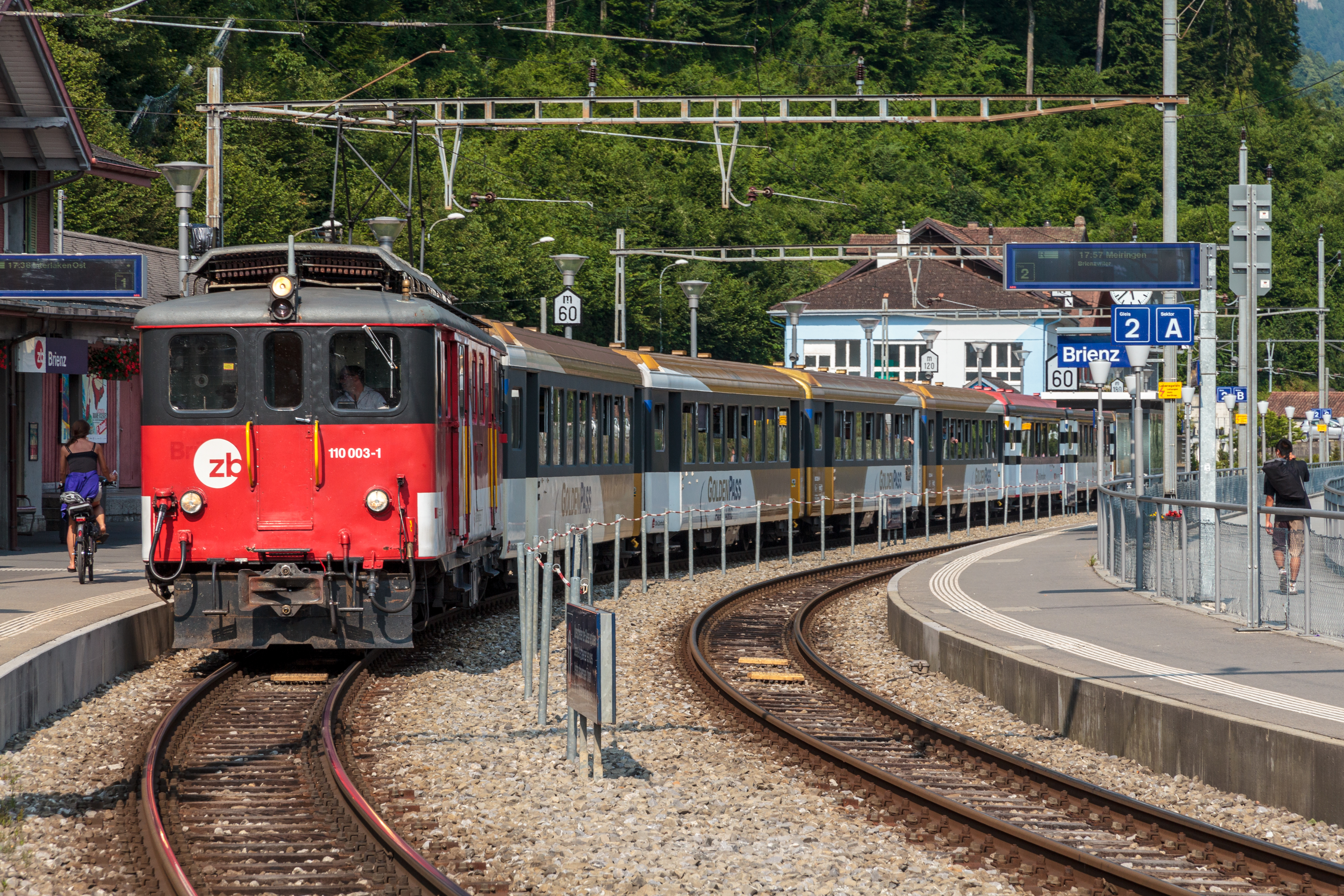
De 110 003-1 der Zentralbahn mit GoldenPass-Wagen in Brienz
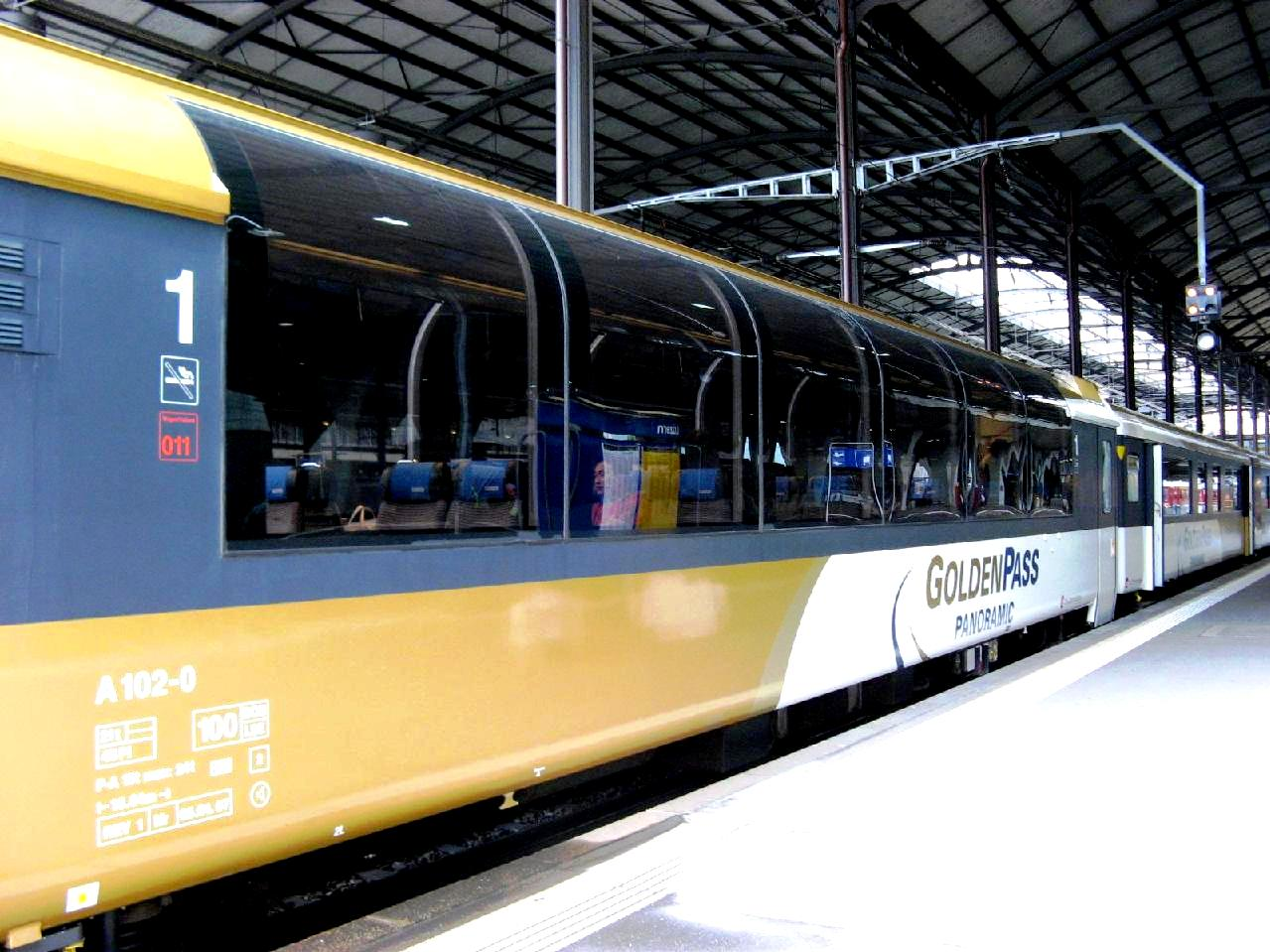
Golden-Pass-Line-Panormawagen der Brünigbahn im Bahnhof Luzern, 2007

## Verworfenes Konzept der dritten Schiene
Schon in den 1930er Jahren entstand die Idee, eine durchgehende Meterspurverbindung anzubieten, indem man auf der heutigen BLS-Strecke Dreischienengleise einbaut. Danach folgten mehrere Studien, von denen die meisten infolge Geldmangels auf Eis gelegt wurden. In der letzten Expertise aus den Jahren 2005/06 wurde vor allem ein Problem im Bahnhof Spiez behandelt. Dort kreuzen die Züge Zweisimmen–Interlaken die Gleise der BLS-Lötschbergachse. Die BLS verweigerte eine Kreuzung der Meterspur auf gleichem Niveau mit der Strecke zum Lötschberg aus Kapazitätsgründen. Mit dem Bau eines aufwendigen Überwerfungsbauwerks wären die Infrastrukturkosten auf 205 Millionen Schweizer Franken gestiegen. Ausser den Kosten in Spiez wären die Investitionen in das Rollmaterial hinzugekommen, denn die MOB verwendet eine Fahrleitungspannung von 900 Volt Gleichspannung, die übrigen Strecken sind dagegen mit 15 kV Wechselspannung und einer Frequenz von 16,7 Hz elektrifiziert. Auf der Brünigbahn bestehen zudem Abschnitte mit Zahnstangen.
Im September 2006 kam ein Konsortium aus BLS, SBB und MOB zum Schluss, dass die notwendigen Geldmittel von insgesamt rund einer Viertelmilliarde Schweizer Franken in naher Zukunft nicht zu beschaffen seien.

## Spurwechselfähige Drehgestelle für den Golden-Pass-Express
Am 3. Oktober 2008 präsentierte die MOB eine neue, wesentlich kostengünstigere Idee: Die Verwendung eines Spurwechseldrehgestells für den Gebrauch sowohl auf der Meter- als auch auf der Normalspur.
Die in anderen Ländern benutzten Spurwechseldrehgestelle gab es nur für eine kleinere Umspurdistanz, beispielsweise zwischen Iberischer Breitspur und Normalspur oder mit dem System SUW 2000 zwischen Russischer Breitspur und Normalspur. Ein Drehgestell mit grösserer Umspurdistanz (zwischen der 1067 Millimeter breiten Kapspur und Normalspur) befand sich in Japan seit 1994 in Erprobung. Wegen der bei der MOB auf acht Tonnen beschränkten Achslast war dieses Drehgestell aber zu schwer.

### Entwicklung des Drehgestell-Prototyps EV09

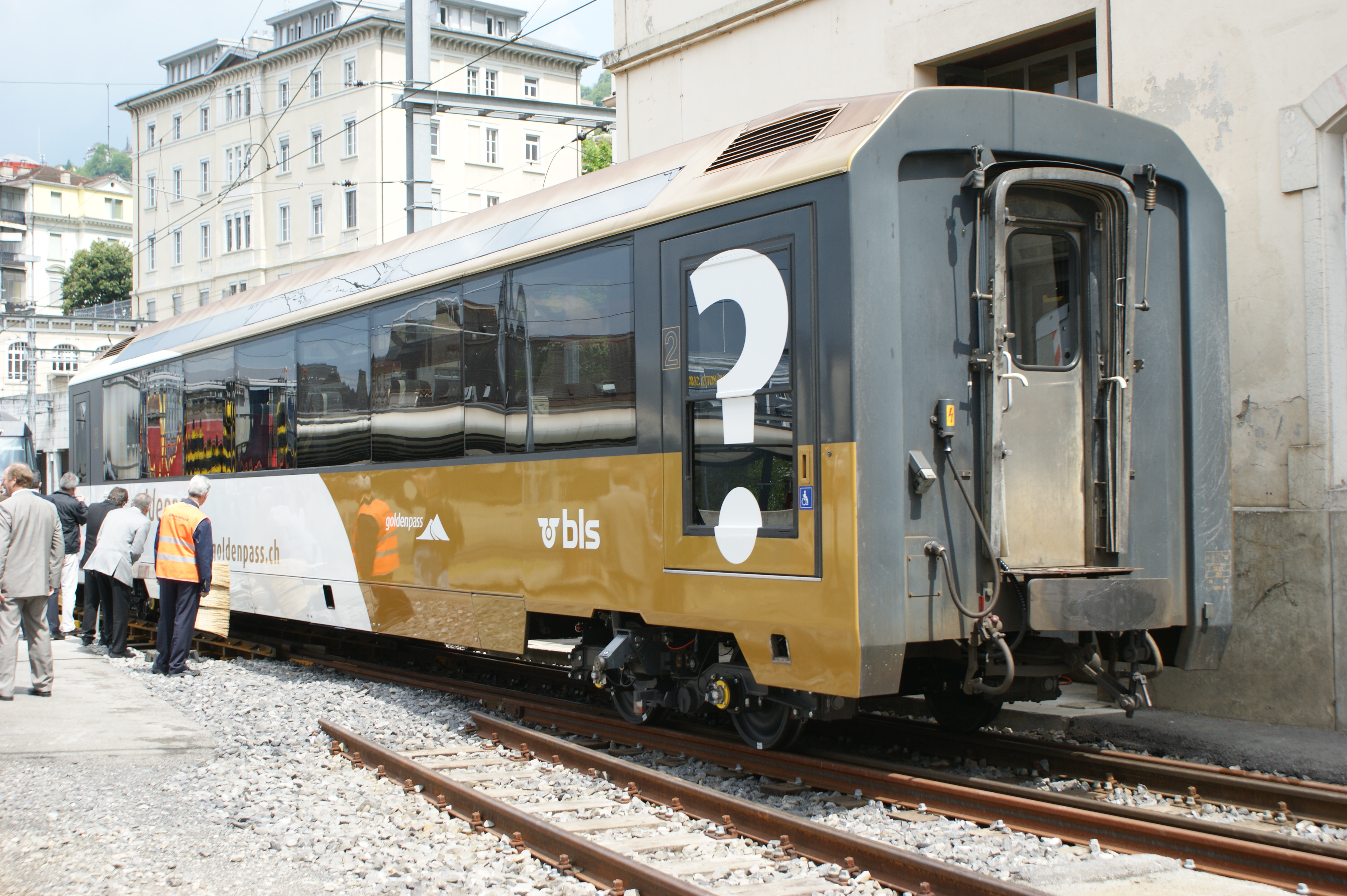
Ein MOB-Panoramawagen mit umspurbaren Versuchsdrehgestellen auf Normalspur, außen am Wiegenträger ein ausgeklappter Stützarm,
2010

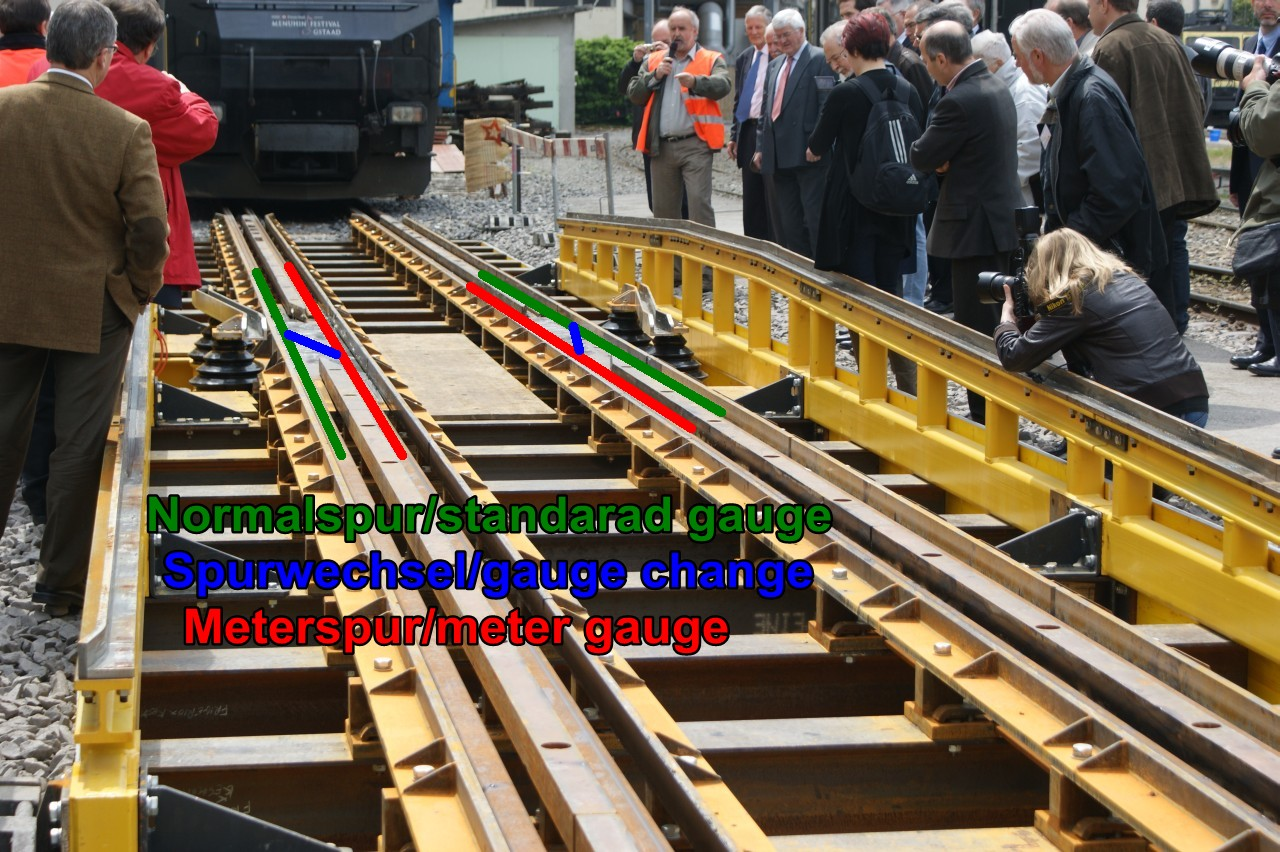
Eine Lok der MOB steht hinter der Umspurversuchsanlage. Sie verdeckt den Wagen, den sie durch die Anlage geschoben und dabei umgespurt hat, 2010

Bei den eigens für die Golden-Pass-Line entwickelten umspurbaren Drehgestellen werden nicht die Einzelräder auf je einer kurzen Achse (Achsstummel) oder gemeinsam mit dieser, sondern beides zusammen mit dem sie je drehbar tragenden seitlichen Halbrahmen auf einer Quertraverse verschoben. Während des Spurwechselvorgangs werden die Traversen zusammen mit dem auf ihnen abgestützten Wagenkasten angehoben (auf die schmalen seitlichen Rampen hochgefahren). Die Halbrahmen und die Räder sind dadurch vom Gewicht des Wagenkastens entlastet und lassen sich zur Veränderung der Spurweite mithilfe der U-Schienen zwischen Rampen und äusseren Schienen leicht quer verschieben. Zur Anpassung an die im Regel- und Meterspurnetz unterschiedlichen Bahnsteighöhen (350 mm / 550 mm) werden die Halbrahmen mit den Rädern gegen die Quertraversen und dem Wagen auch vertikal verschoben.
Dieses umspurbare Drehgestell wurde von der MOB konzipiert, vom Winterthurer Engineering-Unternehmen Prose entwickelt und von Alstom in Salzgitter gefertigt. Die ersten Drehgestellprototypen (Bezeichnung EV09) und eine Prototyp-Umspuranlage wurden im Jahr 2010 erfolgreich erprobt. Die Drehgestelle waren jedoch für den Dauerbetrieb zu schwach dimensioniert.

### Neue Panoramawagen mit EV18-Drehgestellen
| Wagentyp       | Tara [t] | Sitz- plätze | Bemerkung                                         |
| -------------- | -------- | ------------ | ------------------------------------------------- |
| Ast 181 – 184  | 27,0     | 9+20         | Steuerwagen                                       |
| As 191 – 194   | 26,5     | 28           |                                                   |
| Bs 271 – 274   | 25,6     | 43           | seit 28. Mai 2024 in Betrieb, Niederflur          |
| Bs 281 – 284   | 25,8     | 54           |                                                   |
| ABst 381 – 384 | 27,0     | 9+25         | Steuerwagen                                       |
| Bsi 291 – 293  | 25,1     | 54           | Interface-Wagen, nur für Normalspur- Streckenteil |

Alstom erhielt von der MOB den Auftrag, die Drehgestellkonstruktion zu überarbeiten und zu verstärken. Dadurch wurden die Drehgestelle schwerer und erreichten eine Masse von nahezu vier Tonnen. Ein Teil der vorhandenen Panoramic-Express-Wagen sollte aus Kostengründen die neuen Spurwechseldrehgestelle erhalten. Die Gesamtkosten wurden auf 97 Millionen Schweizer Franken geschätzt, von denen 42 Millionen Schweizer Franken für den Infrastrukturteil vorgesehen waren. Schliesslich wurde darauf verzichtet, bisherige Panoramawagen von R+J umzurüsten und es wurden insgesamt 23 neue Wagen bei Stadler bestellt.
Auch die Wagenkästen tragen zur grossen Masse der GPX-Wagen bei. Um die Crashnormen der Normalspurstrecken zu erfüllen, sind sie über 20 Tonnen schwer geworden. Die Steuerwagen haben eine eingeschränkte Zulassung für Normalspur. An der Zugspitze dürfen sie ausschliesslich auf der Strecke Zweisimmen–Interlaken verkehren.
Die Züge wurden getauft, dabei erhielten jeweils die Steuerwagen mit gleicher Endziffer den jeweiligen Namen. Allerdings kann es bei technischen Störungen oder für den Unterhalt vorkommen, dass Wagen mit verschiedenen Endziffern in einer Komposition verkehren. 
- 181/381 = Montreux
- 182/382 = Interlaken
- 183/383 = Gstaad
- 184/384 = Shania Train (im Beisein der Countrysängerin Shania Twain eingeweiht)[13]

### Interfacewagen
Auf dem normalspurigen Abschnitt werden die MOB-Wagenzüge mit einer BLS-Lokomotive der Gattung Re 465 gezogen bzw. geschoben. Zusätzlich wird auf Normalspur wegen der unterschiedlichen Kupplungsbauarten ein Interfacewagen benötigt. Für die Verbindung mit einer BLS-Lokomotive hat ein Interfacewagen eine Schraubenkupplung und Seitenpuffer nach Normalspurnormen, für die Verbindung mit den MOB-Wagen am andern Ende eine Schwab-Kupplung nach MOB-Normen. Die Interface-Wagen sind ausserdem für das Führen (z. B. das Bremsen) der MOB-Wagen von der BLS-Lokomotive aus und für die Anpassung der Heizspannung erforderlich. Die Interfacewagen sind an beiden Enden mit Hilfsführerständen ausgerüstet und damit Steuerwagen. Der Führerstand am Ende mit der Schwab-Kupplung wird für Rangierfahrten insbesondere im Bahnhof Zweisimmen benötigt, der am anderen Ende für Fahrten zu MOB-Werkstätten. Wegen der Schraubenkupplung müssen die Wagen bei Fahrten zur Werkstatt auf dem MOB-Netz an der Zugspitze verkehren.

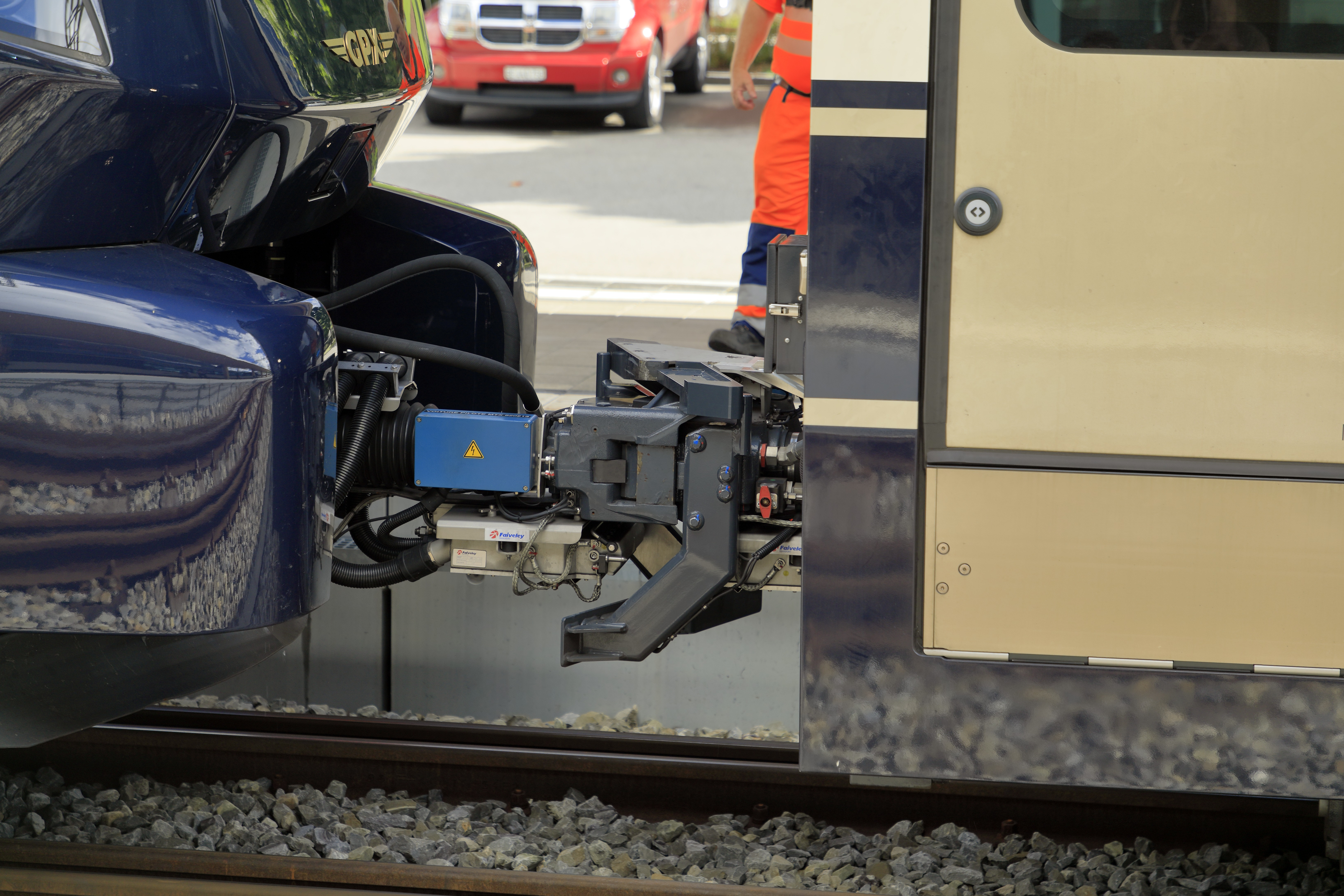
Schwab-Kupplung zwischen GPX-Steuerwagen und Interfacewagen
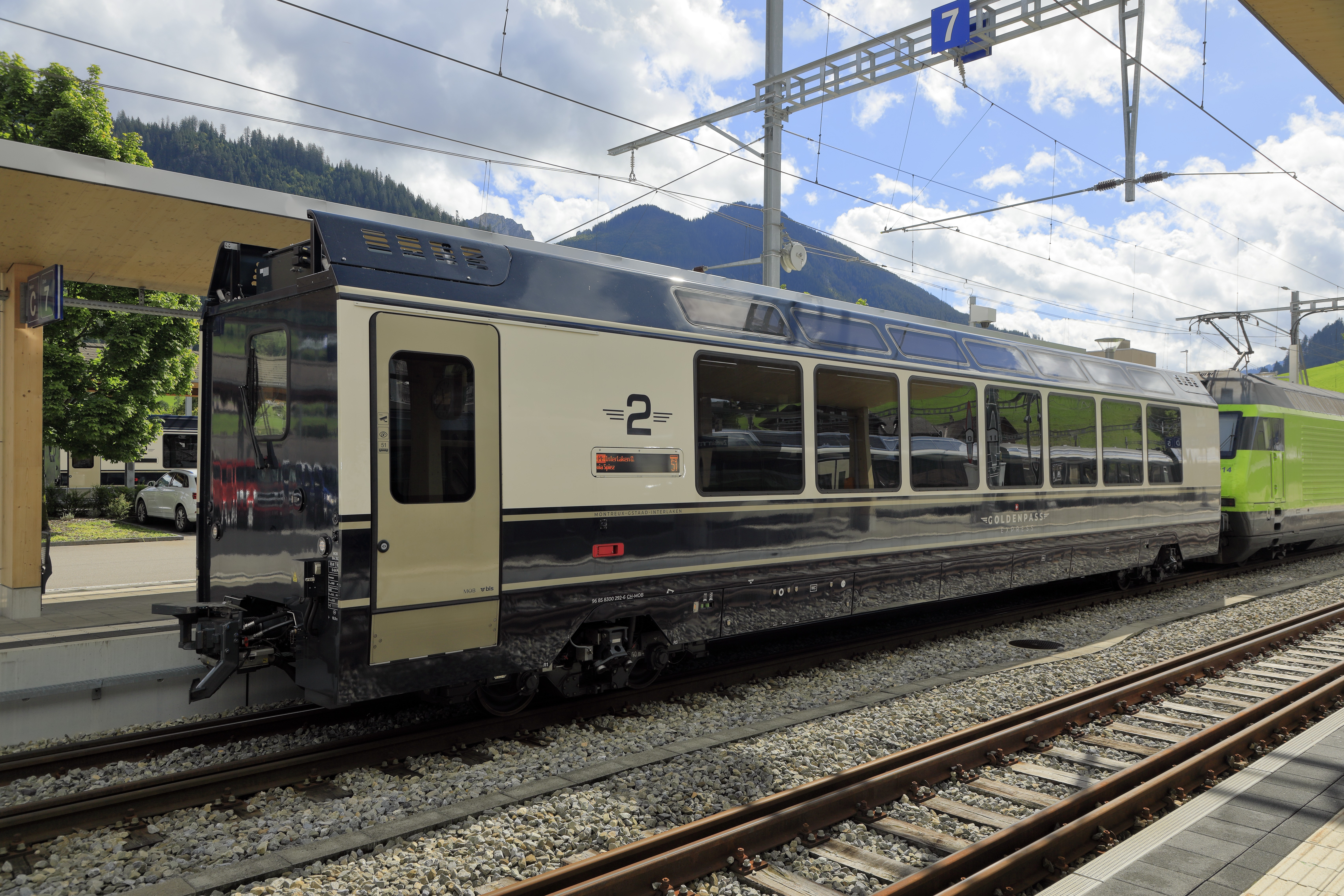
Interfacewagen mit BLS-Lokomotive
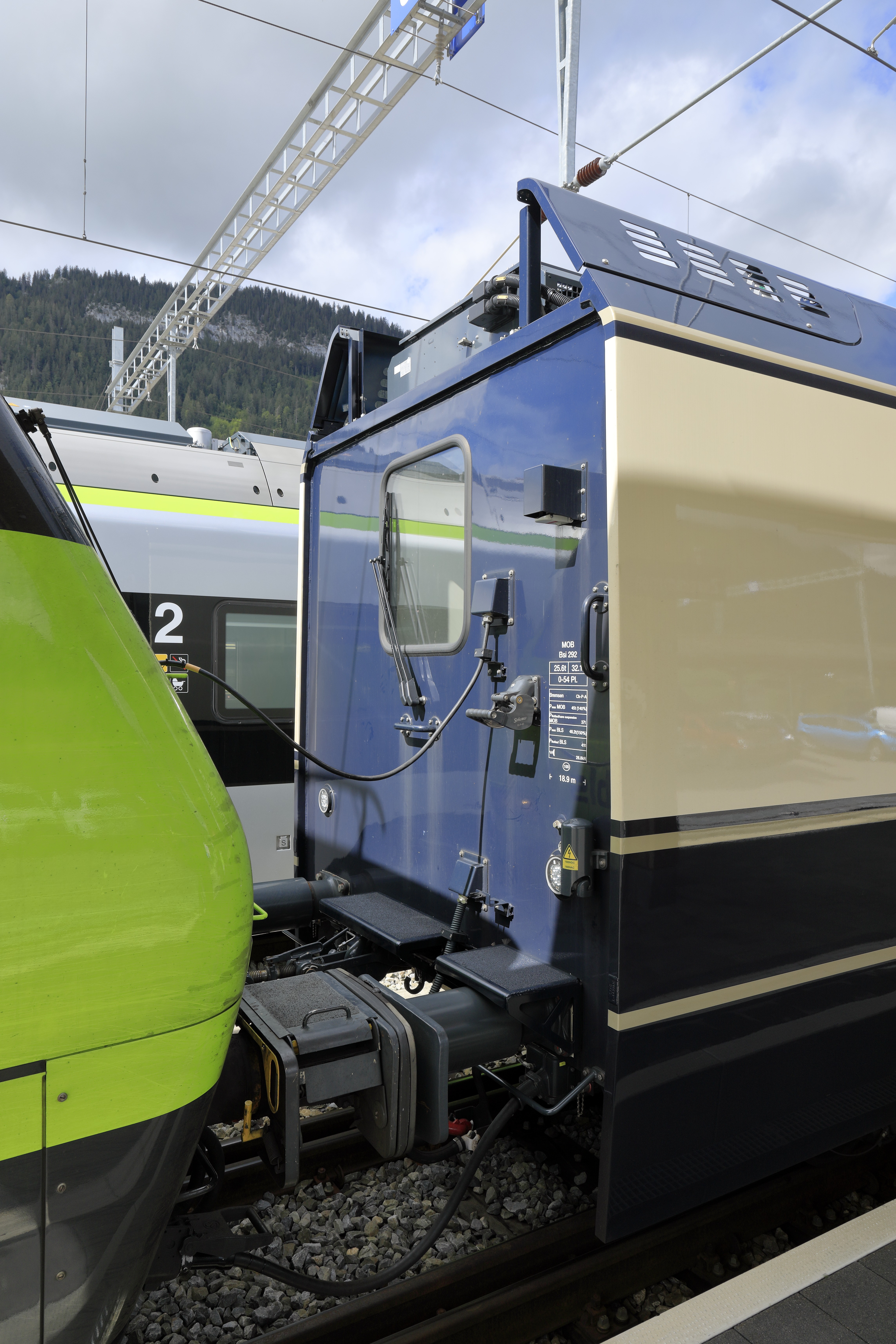
Schraubenkupplung zwischen Interfacewagen und BLS-Lokomotive

### Niederflurwagen
Zur Einhaltung des Behindertengleichstellungsgesetzes muss jeder GPX über mindestens einen Niederflurwagen mit stufenlosem Einstieg verfügen. Die MOB verzichtete auf die zunächst geplante Ausrüstung von vorhandenen Niederflurwagen mit umspurbaren Drehgestellen und bestellte bei Stadler vier neue Niederflurwagen Bs NF 271–274. Der erste Niederflurwagen wurde im November 2023 ausgeliefert. Seit dem 28. Mai 2024 verkehren alle Züge mit Niederflurzwischenwagen.

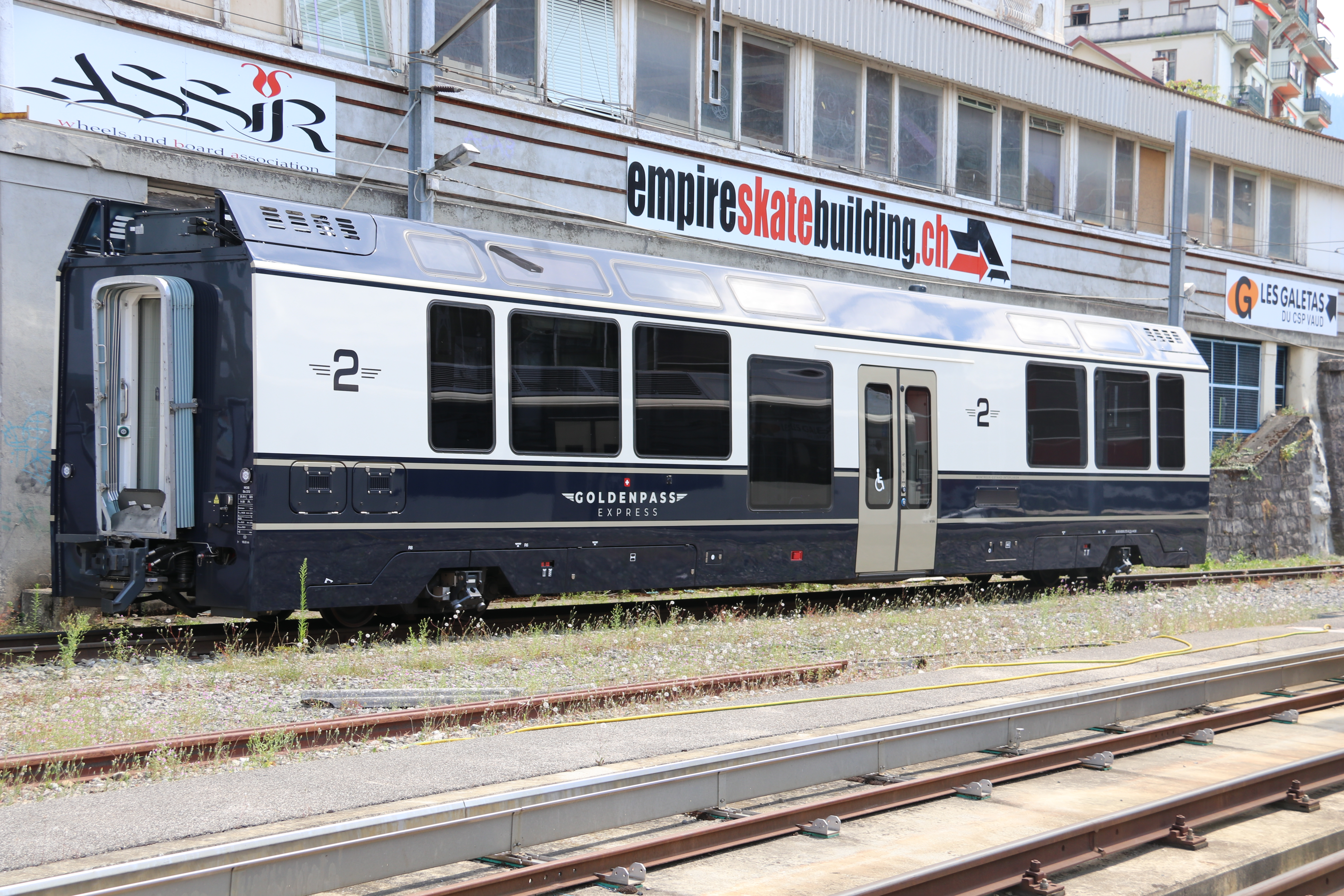
Bs 272 in Montreux
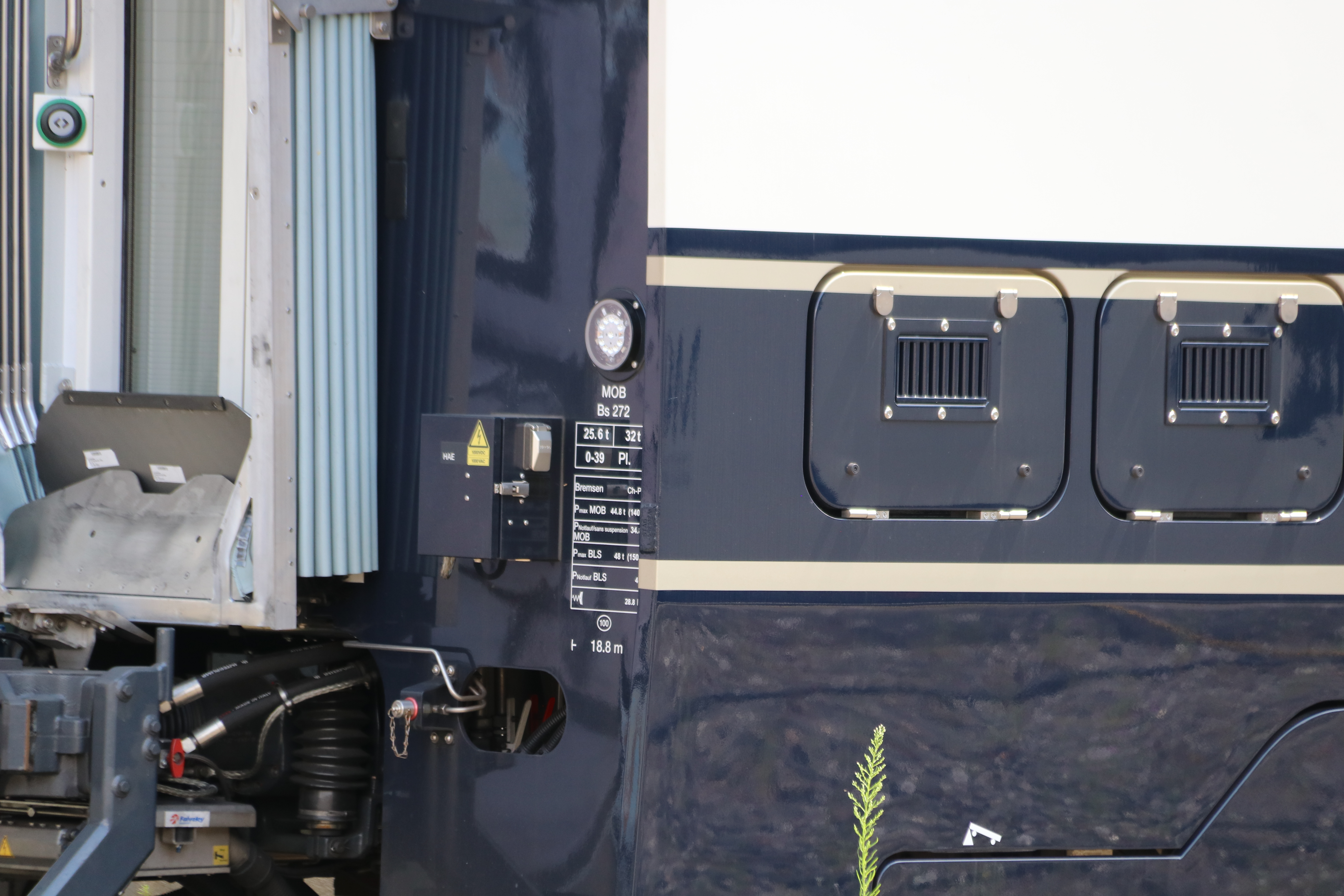
technische Anschriften am Bs 272
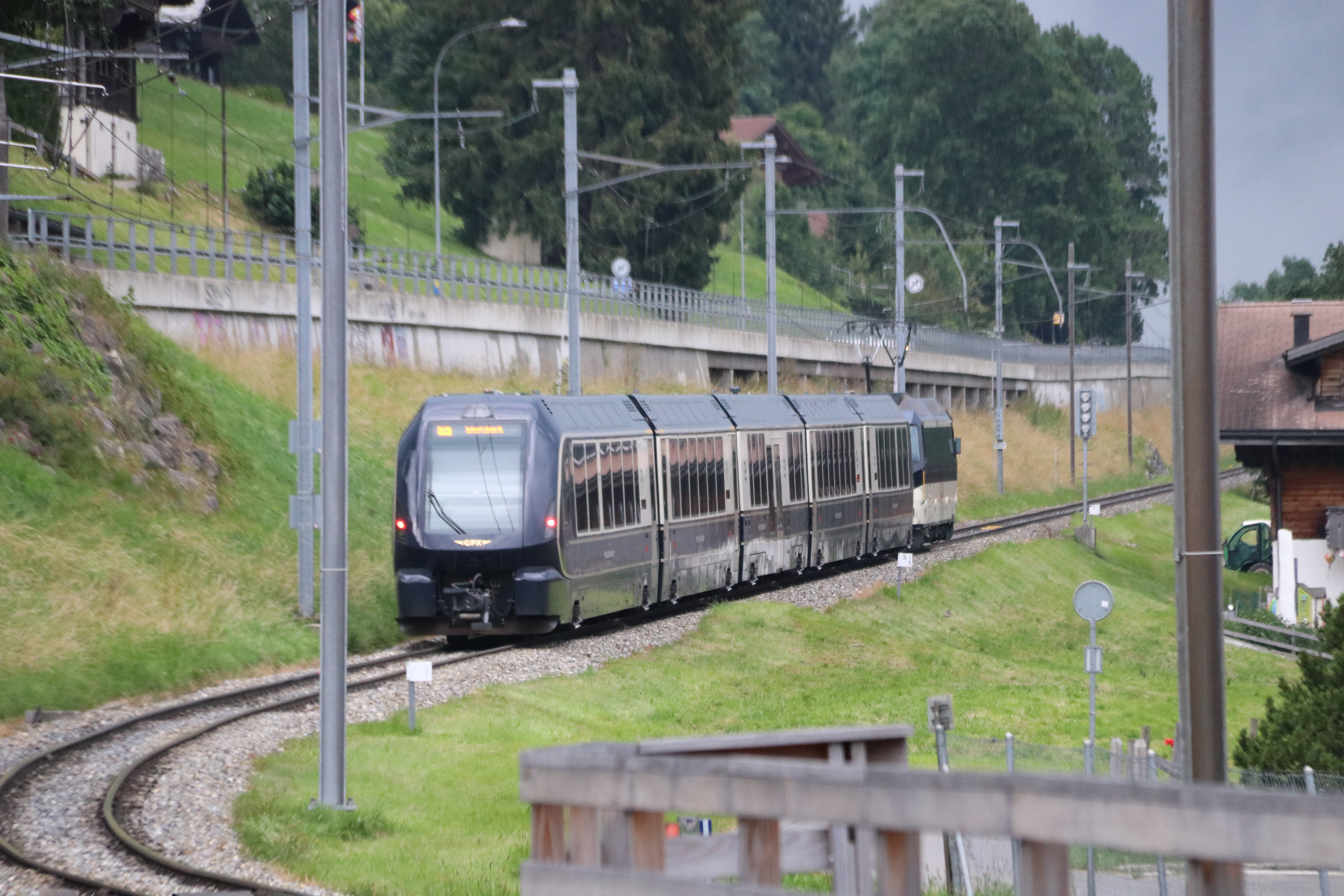
Komposition aus Ast 183, As 194, Bs 273, Bs 283, ABst 383 und der Ge 4/4 8004 bei Schönried

### Umspuranlage
Die erste von zwei Umspuranlagen wurde beim Umbau des Bahnhofes Zweisimmen errichtet. Im März 2019 wurden darauf im Versuchsbetrieb 550 Umspurvorgänge störungsfrei durchgeführt. Nach der Präsentation 2019 wurde die Umspuranlage verändert: neu installierte Umspurlenker (vier Stück pro Drehgestell) erlauben eine präzisere Führung der Drehgestelle beim Umspuren. Danach wurde neben der ersten die zweite Umspuranlage errichtet. Der Einbau von zwei Umspurlenkern pro Seite und die Verlegung in Gleismitte sind der wesentliche Unterschied zur Versuchsanlage und den Versuchsdrehgestellen.
Da die Lenker paarweise in Fahrtrichtung gegeneinander versetzt sind, werden insgesamt vier Umspurnuten benötigt. Diese sind ebenfalls in Fahrtrichtung paarweise gegeneinander versetzt. In Fahrtrichtung paarweise gegeneinander versetzt sind auch die vier Räder eines Drehgestells, weshalb sie während des Umspurens pro Seite auf zwei Spuren laufen.

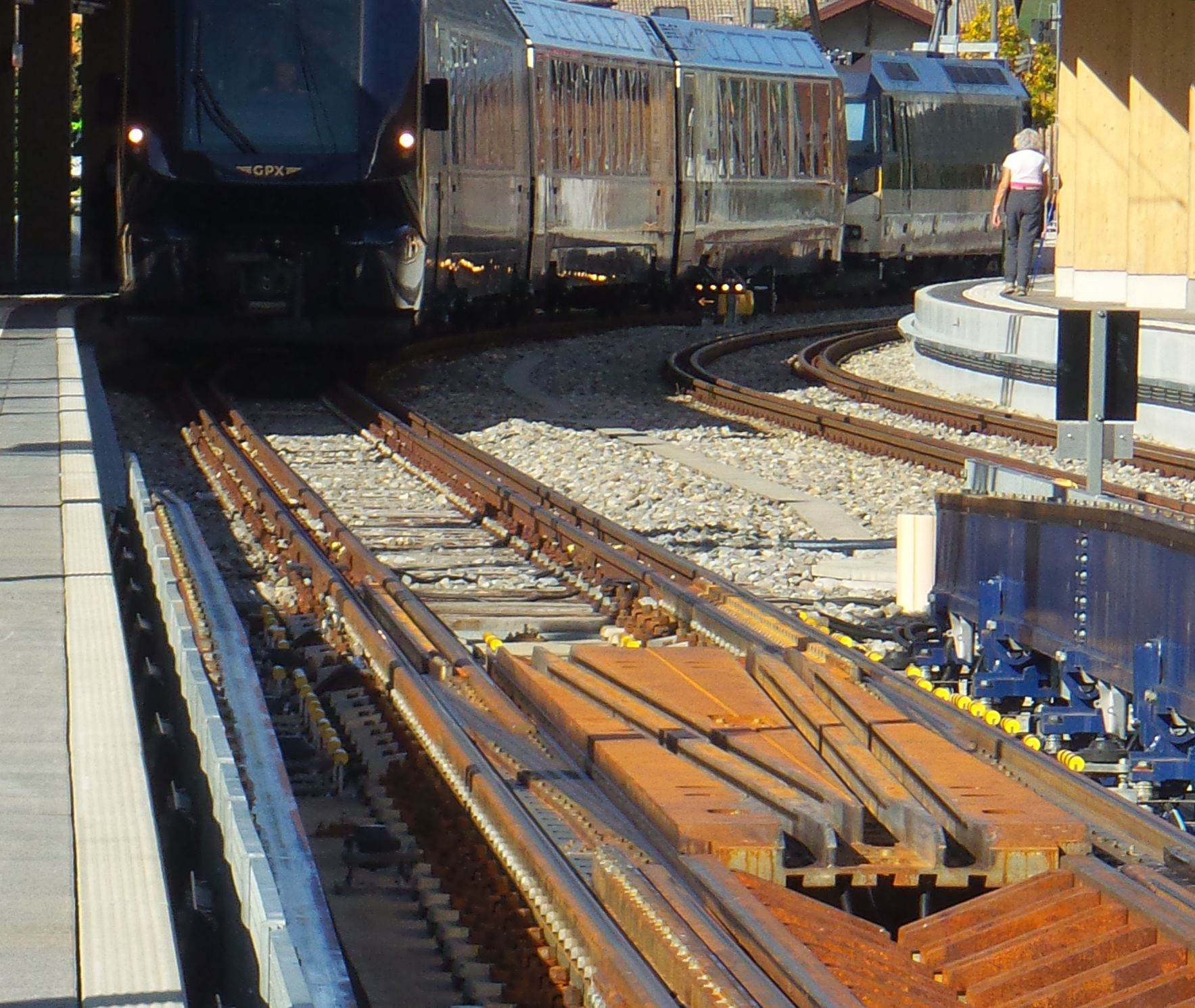
Bahnhof Zweisimmen: Ein auf Normalspur vor der Umspuranlage im Gleis 6 stehender GPX-Zug; am Ende eine MOB-Lokomotive, die den Zug durch die Anlage und weiter nach Montreux schieben wird. Die BLS-Lokomotive, die den Zug von Interlaken Ost brachte, ist durch die Anlage weggefahren.
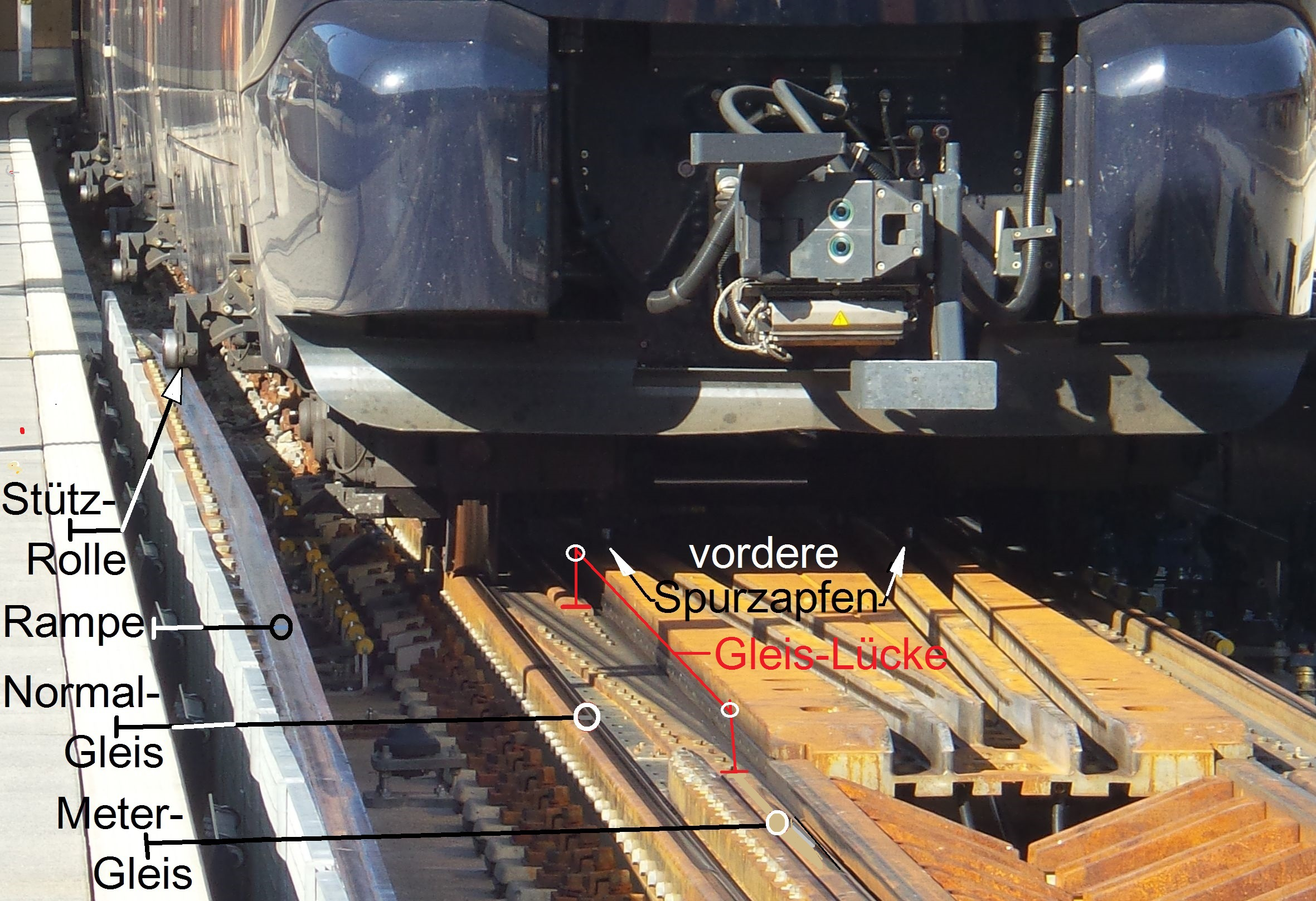
Das erste Drehgestell eines GPX hat die Umspuranlage erreicht; der Wagenkasten ist angehoben und rollt auf die Rampe; Spurzapfen am Anfang der Nuten; die Räder verlassen die Normalspurschienen; sie werden auf den Spurkranzkranzkuppen durch die Lücken in den Meterspurschienen (rot markiert) quer verschoben und auf diese aufrollen.
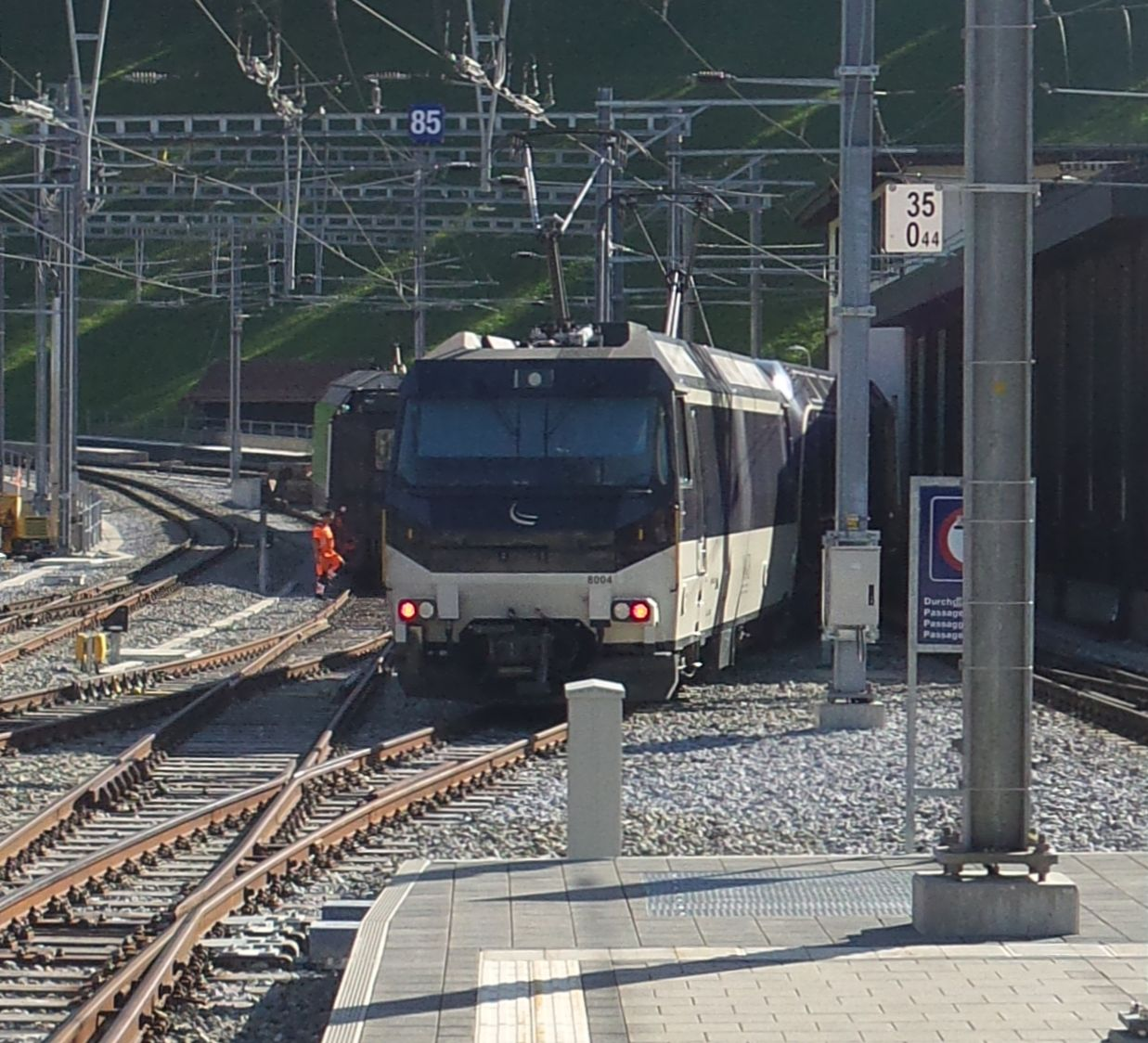
Ein umgespurter GPX fährt rechts nach Montreux. Auf der Normalspurkehranlage dahinter stehen der Interfacewagen mit der BLS-Lokomotive, die den Zug von Interlaken Ost brachten und durch die Spurwechselanlage in unwirksamer Grundstellung fuhren.

### Betrieb des Golden-Pass-Express
Der Zuglauf ist vorerst auf den Abschnitt Montreux–Interlaken Ost beschränkt (Stand 2023). Auf den Einbau einer für die Brünigbahn notwendigen Zahnradbremse wurde zunächst verzichtet. Eine Umspuranlage in Interlaken Ost existiert noch nicht.
Zum Fahrplanwechsel am 11. Dezember 2022 wurde der Betrieb mit je einem Zugpaar pro Richtung aufgenommen, um die Abläufe unter realen Bedingungen zu testen und Erfahrungen zu sammeln. Ein zweites tägliches umsteigefreies Zugpaar kam am 2. Juli 2023 hinzu. Seit August 2023 fahren täglich vier Zugpaare, die in Zweisimmen umgespurt werden.
Ursprünglich war die Betriebsaufnahme bereits auf den 13. Dezember 2020 geplant. Wegen der COVID-19-Pandemie gab es Lieferverzögerungen bei den umspurbaren Drehgestellen.

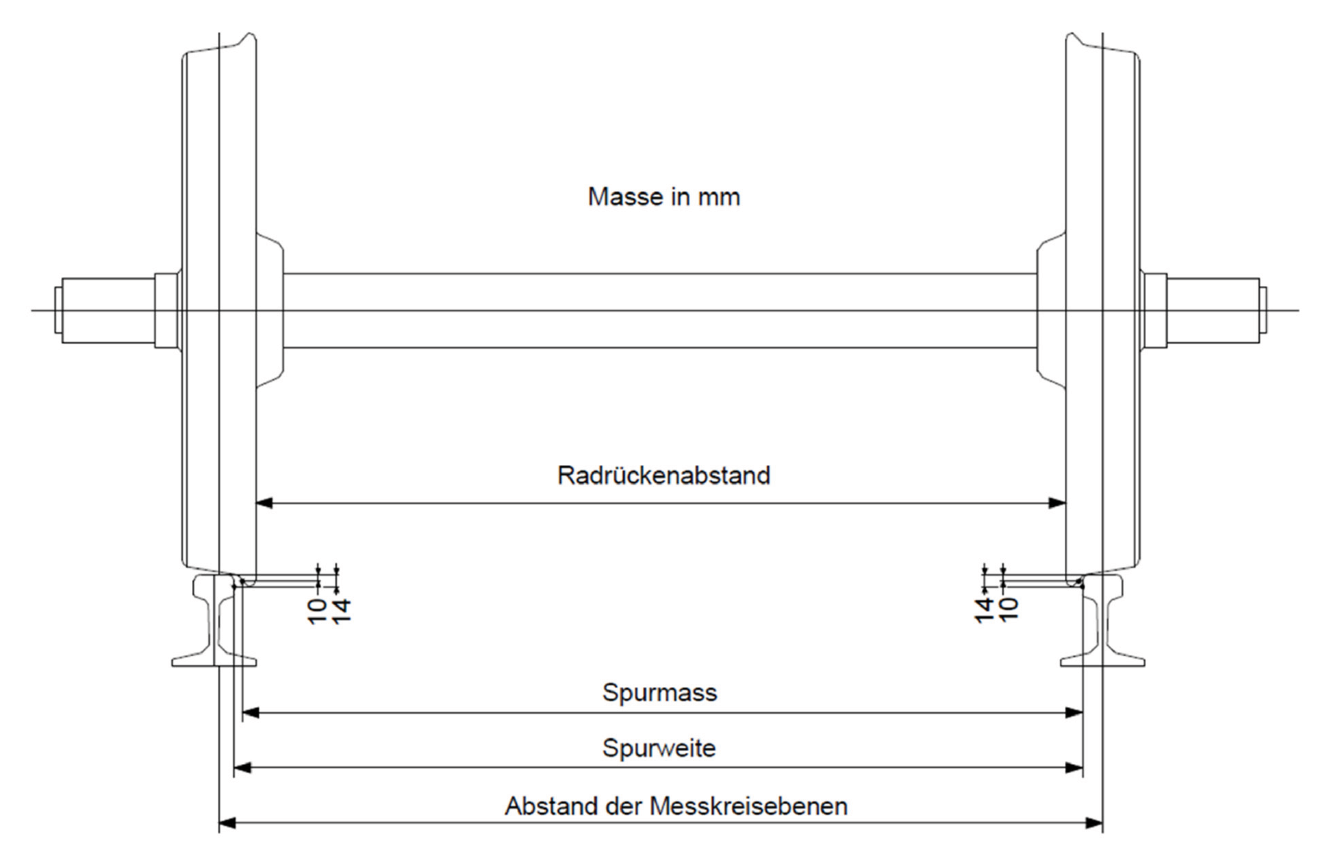
Radrückenabstand, Spurmass und Spurweite an einem Radsatz

Im Februar 2023 wurden auf dem Normalspurabschnitt Schäden an Herzstücken von Weichen festgestellt. Der durchgehende Betrieb der MOB-Züge wurde umgehend eingestellt und die Reisenden mussten in Zweisimmen wieder umsteigen. Untersuchungen ergaben, dass der Radrückenabstand (siehe Bild rechts) in Regelspurstellung zu gross war, sodass die Spurkränze der Räder an die Herzstückspitzen anlaufen konnten.
Er wurde um wenige Millimeter verkleinert und der durchgehende Betrieb im Sommer 2023 wieder aufgenommen.
Auf Meterspur werden die GPX mit MOB-Lokomotiven Ge 4/4 8001–8004 bespannt. Auf der Regelspurstrecke der BLS werden Re 465 eingesetzt. Zur Vereinfachung der Rangiervorgänge im Bahnhof Zweisimmen laufen die Lokomotiven beider Spurweite auf der Seite Zweisimmen.
Für eine durchgehende Verbindung nach Luzern müsste in Interlaken Ost ebenfalls eine Umspuranlage gebaut und die Spurwechseldrehgestelle mit Bremszahnrädern ergänzt werden. Offen ist zudem, ob das Schieben von 190 Tonnen Zugmasse auf den 120-‰-Rampen der Brünigbahn möglich ist.

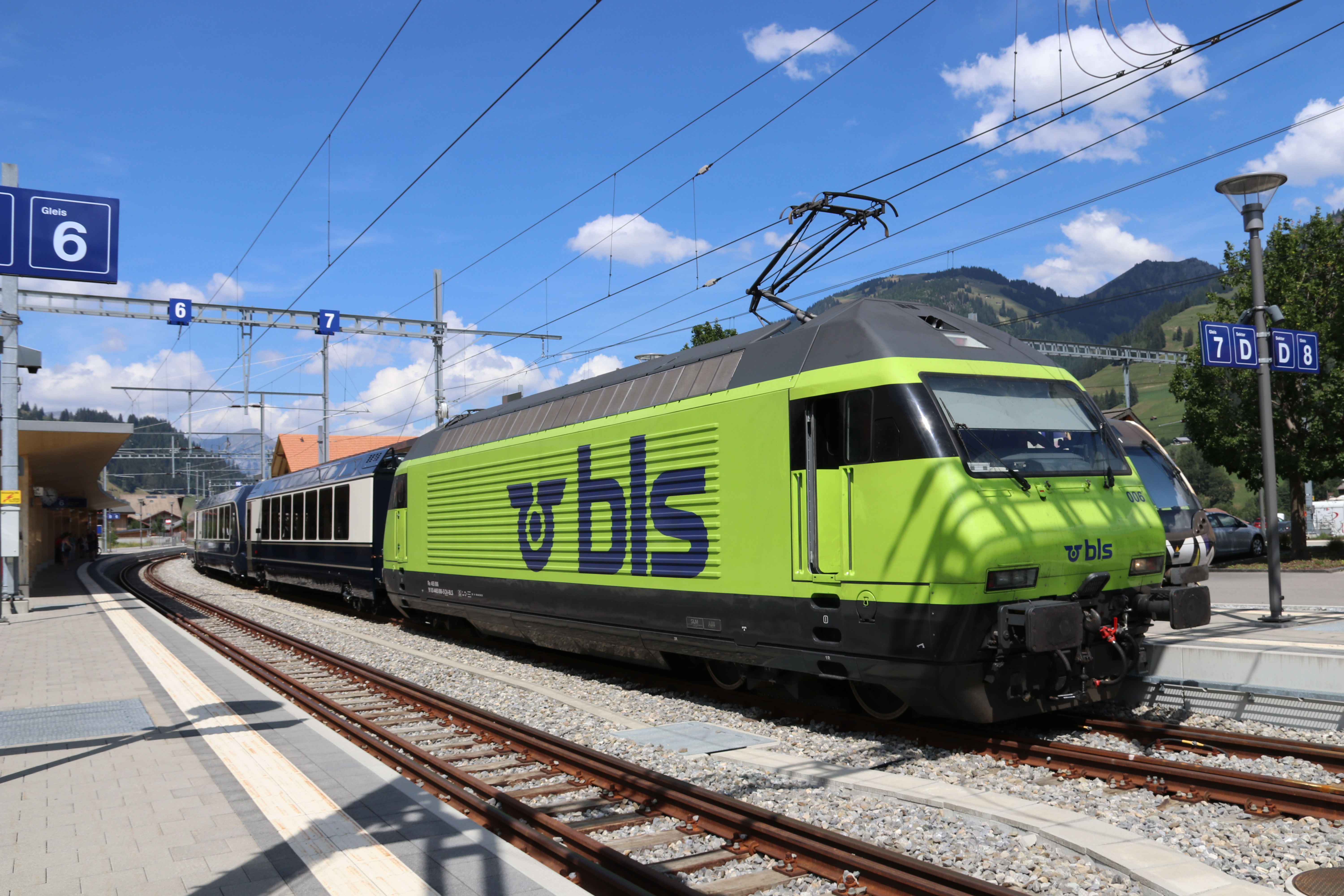
BLS-Lokomotive mit Interfacewagen und Golden-Pass-Express-Wagen in Richtung Montreux vor Umspuranlage stehend. Lok und Interface-Wagen bleiben nach der Umspuranlage auf einem Stumpfgleis am Südkopf des Bahnhofs abgestellt in Zweisimmen.
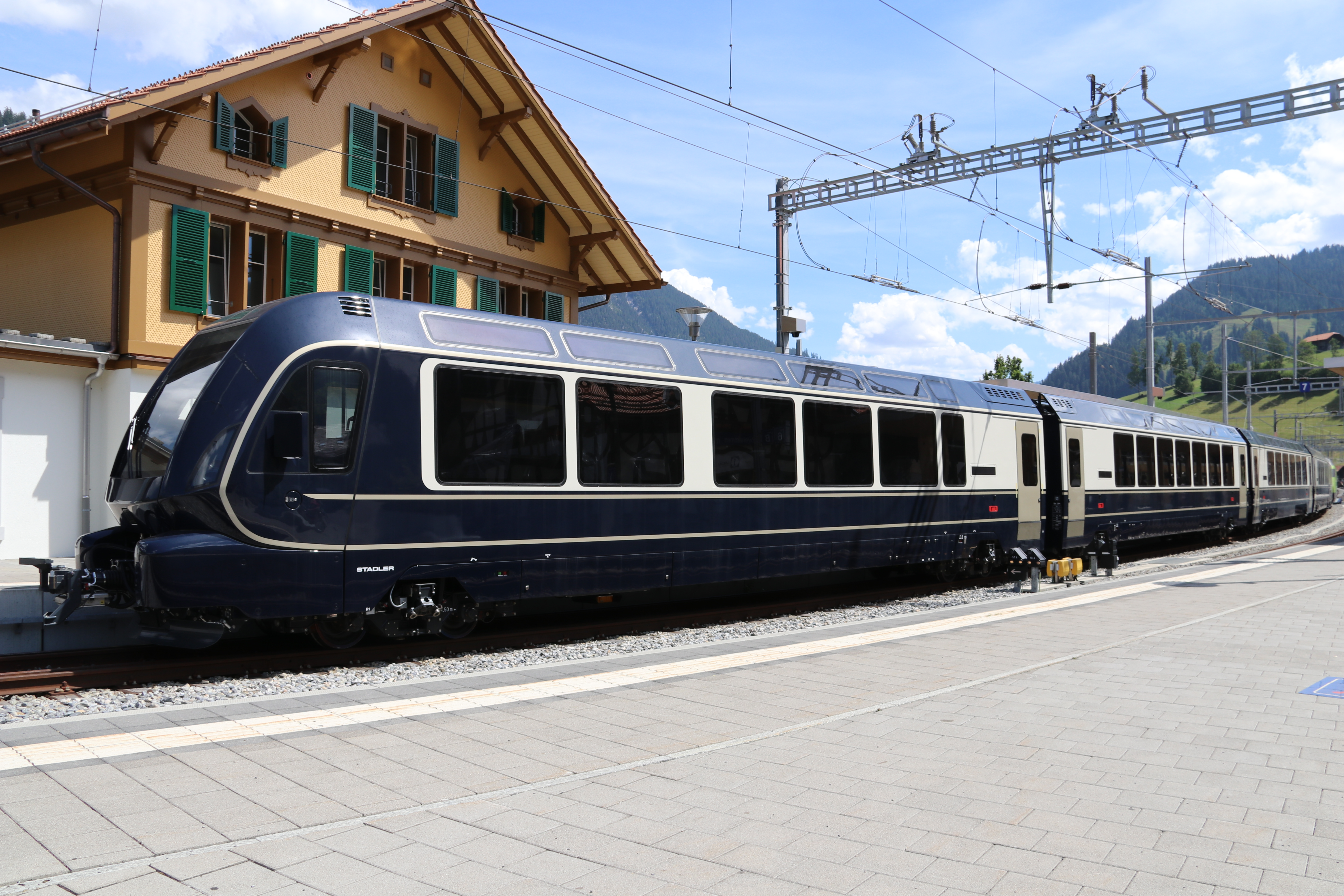
Gleicher Zug wie im Bild vorher, vom Ende aus gesehen. Die MOB-Lok, die den Zug durch die Umspuranlage und weiter nach Montreux schieben wird, fehlt noch, ist links auf separatem Gleis abgestellt.
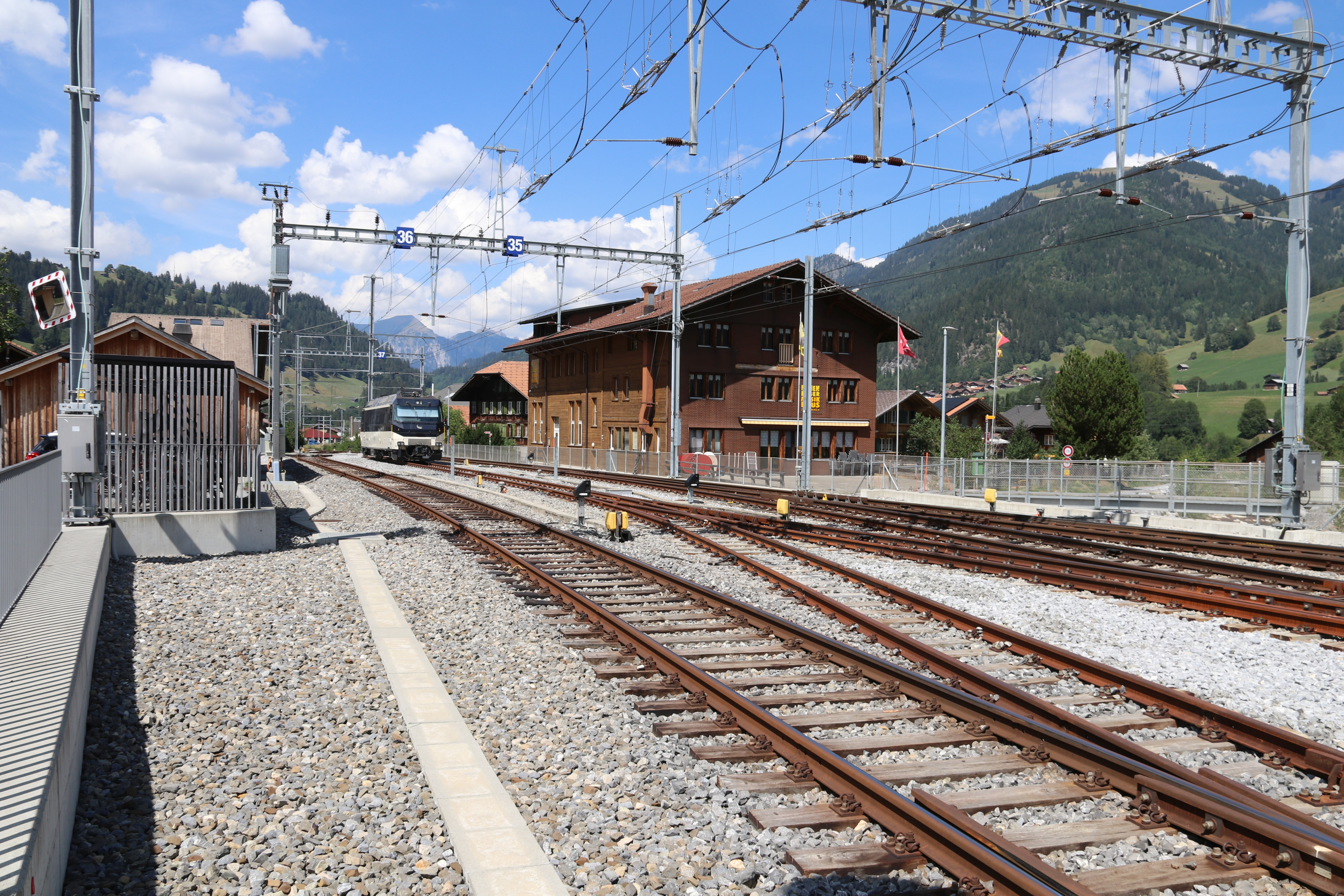
Die abgestellte MOB-Lokomotive, die den Zug nach Montreux schieben wird, wartet am Nordkopf des Bahnhofs auf dem für beide Umspuranlagen benutzten, meterspurigen Kehrgleis. Rechts unten u. rechts: Ausfädelstellen aus Vierschienengleisen.

Eine Besonderheit ist, dass die GPX – wie der Glacier Express schon seit 2019 – drei Reiseklassen bieten. Wie in der Schweiz üblich verfügen sie über eine 2. und 1. Klasse. Dazu kommt eine Premiumklasse mit verstellbaren Sitzen und grossen Fenstern. Die Premiumklasse ist mit einer Reservierungsgebühr von 35 Franken und einem 1.-Klasse-Billett zugänglich. In der Premium- und der 1. Klasse werden die Reisenden direkt am Platz gastronomisch bedient.

## Trivia
Für einen Werbespot von Schweiz Tourismus wurden mit einem Golden-Pass-Express im Januar 2023 im Hauptbahnhof Zürich Filmaufnahmen gemacht, bei denen auch Roger Federer und Trevor Noah zum Einsatz kamen.